# Lago de Genval
El lago de Genval (en neerlandés: Meer van Genval; en francés: Lac de Genval) es un lago situado en el país europeo de Bélgica, en el sureste de Bruselas, cerca del Bosque de Soignes en los municipios de Rixensart en Región Valona y Overijse en Región Flamenca. El río del lago es llamado río Argentine. Este es un lugar de esparcimiento para el pueblo de Bruselas. En sus alrededores hay hermosas casas de la Belle Époque. Una de estas casas se llama Château du lac (Castillo del lago) que es un hotel cinco estrellas.